# André Chandernagor
André Chandernagor (Civray, 19 settembre 1921) è un politico e magistrato francese.
Dopo la laurea in legge e gli studi presso l'École nationale d'administration (ENA), entra al consiglio di Stato. Ha sempre militato nell'ala moderata della SFIO e poi del Parti Socialiste (PS). Dal 1974 al 1981 fu Presidente del Consiglio regionale del Limosino. Più volte eletto deputato all'Assemblée Nationale, è ministro delegato agli Affari europei nel governo di Pierre Mauroy (1981-1983). Si dimette nel 1983, cedendo l'incarico a Roland Dumas, essendo nominato primo presidente della Corte dei conti. Lascia l'incarico per raggiunti limiti di età nel 1990. Da allora è primo presidente onorario.
Padre della scrittrice Françoise Chandernagor, autrice, tra l'altro, del romanzo L'Allée du roi da cui è stato tratto un fortunato sceneggiato televisivo trasmesso anche sulle reti satellitari italiane